# Anatoli Nikolajewitsch Krupenski

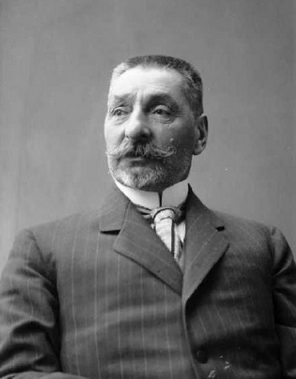
Anatoli Nikolajewitsch Krupenski

Anatoli Nikolajewitsch Krupenski (russisch Анатолий Николаевич Крупенский; * 3. November 1850 in Chișinău; † 5. Dezember 1923 in Rom) war der russische Botschafter in Italien und Norwegen, Geheimrat und Hofmeister.

## Leben
Er wurde am 3. November 1850 in Chisinău, der Hauptstadt des Gouvernements Bessarabien, geboren.

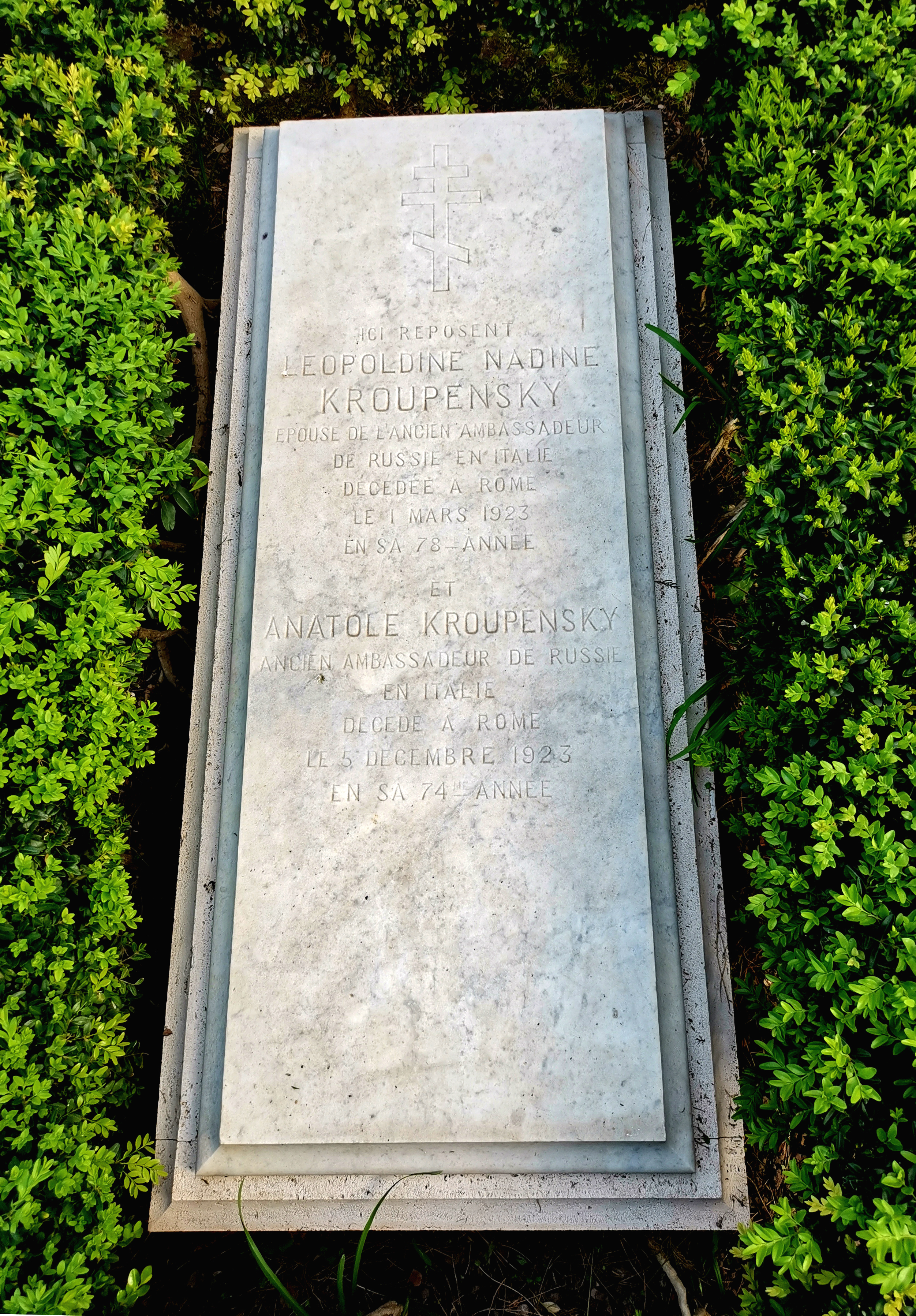
Grab auf dem Protestantischen Friedhof Rom

Er studierte an der Kaiserlichen Universität St. Wladimir. 1871 wechselte er zur Lomonossow-Universität Moskau, wo er 1874 seinen Abschluss erhielt. Darauf trat er dem russischen Außenministerium bei. Als Sekretär zweiten Grades in der russischen Botschaft nach Wien wurde er zum Kammerjunker ernannt. Darauf wechselte er zur Botschaft in London, wo er zu einem Sekretär ersten Grades ernannt wurde. Von 1869 bis 1905 war er Berater in der russischen Botschaft nach Rom. Nach der Unabhängigkeit Norwegens 1905 wurde er zum ersten russischen Botschafter ebenda. 1912 wurde er zum russischen Botschafter in Italien. Dort blieb er nach der Oktoberrevolution. Am 5. Dezember 1923 starb er in Rom und wurde auf dem Protestantischen Friedhof in Rom beerdigt (Grabnummer 3-3-3-17).

## Familie
Er war Teil der adeligen Krupenski-Familie. Sein Vater war Nikolai Matwejewitsch Krupenski und sein Bruder war Wassili Nikolajewitsch Krupenski.

## Ehrungen
- Orden des Heiligen Wladimir
- Russischer Orden der Heiligen Anna
- Sankt-Stanislaus-Orden
- Grand Officier der Ehrenlegion
- Orden der Krone von Rumänien
- Orden der Krone von Italien
- Wasaorden
- Piusorden
- Orden Danilos I. für die Unabhängigkeit